# Gama-Dekalakton
gama-Dekalakton je lakton i odorant sa hemijskom formulom C10H18O2. On ima intenzivan ukus breskve. Ovo jedinjenje se prirodno javlja u mnogom voću i fermentisanim produktima. 